# Jim Krebs
James "Jim" Krebs (nacido el 8 de septiembre de 1935 en Webster Groves, Misuri y fallecido el 6 de mayo de 1965 en Woodland Hills, California) fue un jugador de baloncesto estadounidense que disputó 7 temporadas de la NBA. Con 2,03 metros de estatura, jugaba en las posiciones de ala-pívot y pívot. Falleció a los 29 años cuando una rama de un árbol de casa de su vecino le golpeó en la cabeza.

## Trayectoria deportiva

### Universidad
Jugó durante tres temporadas con los Mustangs de la Universidad Metodista del Sur, en las que promedió 21,4 puntos y 10,2 rebotes por partido. En 1956 los Mustangs accedieron a las semifinales de la Final Four del Torneo de la NCAA, donde se encontraron con la Universidad de San Francisco y su gran estrella, Bill Russell. SMU perdió 68–86, pero Krebs ganó su duelo particular con Russell, anotando 24 por 17 del futuro miembro del Basketball Hall of Fame. El año siguiente fue incluido en el segundo equipo del All-American y apareció en la portada de Sports Illustrated con el siguiente titular: Big Jim and the Texas Boom. Su equipo alcanzó de nuevo el Torneo de la NCAA, pero cayeron en las semifinales regionales ante Wilt Chamberlain y sus Kansas Jayhawks por 65–73.

### Profesional

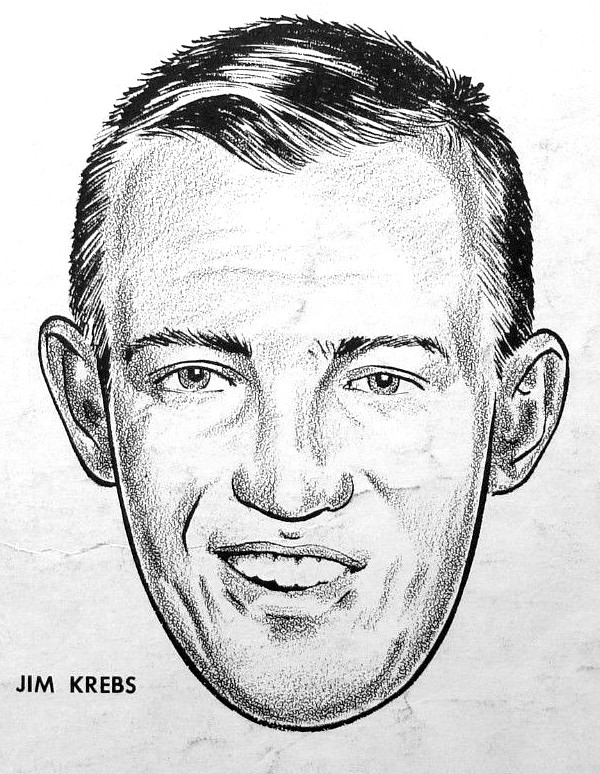
Krebs en su etapa con los Lakers.

Fue elegido en la tercera posición del Draft de la NBA de 1957 por Minneapolis Lakers, donde, actuando como suplente de Vern Mikkelsen, acabó su primera temporada como profesional con 7,8 puntos y 7,4 rebotes por encuentro. El año siguiente disputó la primera de las 3 Finales de la NBA a las que llegó en su vida; los Lakers fueron barridos de la cancha por los Boston Celtics, que se impusieron por 4–0. Las dos otras finales, en las temporadas 1961-62 y 1962-63, ya con el equipo jugando en Los Ángeles, serían perdidas también, a lo mismo rival.
Su mejor temporada, estadísticamente hablando, fue la 61-62, en la que promedió 10,0 puntos y 7,9 rebotes por noche, actuando como suplente de Rudy LaRusso. Krebs tuvo un problema durante toda su carrera con las faltas personales, siendo en la temporada mencionada el noveno jugador que más cometió de toda la liga, y consiguiendo un dudoso récord de los playoffs, al cargarse con 5 faltas en un único cuarto, en el quinto partido de las Finales de 1963.
En el total de su trayectoria profesional promedió 8,0 puntos y 6,2 rebotes por partido.

## Estadísticas de su carrera en la NBA

### Temporada regular
| Temporada | Edad | Equipo      | Liga | P   | TIT | MIN  | TC  | TCA | %TC  | 3P | 3PA | %3P | TL  | TLA | %TL  | R.OF. | R.DEF. | REB | ASIS | ROB | TAP | PER | FP  | PTS  |
| 1957-58   | 22   | Minneapolis | NBA  | 68  |     | 18.5 | 2.9 | 7.8 | .378 |    |     |     | 2.0 | 2.6 | .767 |       |        | 7.4 | 0.4  |     |     |     | 2.7 | 7.8  |
| 1958-59   | 23   | Minneapolis | NBA  | 72  |     | 21.9 | 3.8 | 9.4 | .399 |    |     |     | 1.3 | 1.7 | .748 |       |        | 6.8 | 0.7  |     |     |     | 2.9 | 8.8  |
| 1959-60   | 24   | Minneapolis | NBA  | 75  |     | 16.9 | 3.2 | 8.1 | .392 |    |     |     | 1.3 | 1.8 | .721 |       |        | 4.4 | 0.5  |     |     |     | 2.8 | 7.6  |
| 1960-61   | 25   | L.A. Lakers | NBA  | 75  |     | 22.1 | 3.6 | 9.2 | .392 |    |     |     | 1.0 | 1.2 | .806 |       |        | 6.1 | 0.9  |     |     |     | 3.0 | 8.2  |
| 1961-62   | 26   | L.A. Lakers | NBA  | 78  |     | 25.8 | 4.0 | 9.0 | .445 |    |     |     | 2.0 | 2.7 | .750 |       |        | 7.9 | 1.4  |     |     |     | 3.7 | 10.0 |
| 1962-63   | 27   | L.A. Lakers | NBA  | 79  |     | 24.2 | 3.4 | 7.9 | .434 |    |     |     | 1.5 | 1.9 | .747 |       |        | 6.4 | 1.1  |     |     |     | 3.2 | 8.3  |
| 1963-64   | 28   | L.A. Lakers | NBA  | 68  |     | 14.3 | 2.0 | 5.3 | .375 |    |     |     | 1.0 | 1.3 | .765 |       |        | 4.2 | 0.7  |     |     |     | 2.4 | 4.9  |
| Total     |      |             | NBA  | 515 |     | 20.7 | 3.3 | 8.1 | .405 |    |     |     | 1.4 | 1.9 | .755 |       |        | 6.2 | 0.8  |     |     |     | 3.0 | 8.0  |

### Playoffs
| Temporada | Edad | Equipo      | Liga | P  | TIT | MIN  | TC  | TCA | 3P | 3PA | TL | TLA | R.OF. | R.DEF. | REB | ASIS | ROB | TAP | PER | FP  | PTS | %TC  | %3P | %TL  | MIN  | PTS | REB | AST |
| 1958-59   | 23   | Minneapolis | NBA  | 13 |     | 213  | 36  | 103 |    |     | 22 | 23  |       |        | 77  | 5    |     |     |     | 36  | 94  | .350 |     | .957 | 16.4 | 7.2 | 5.9 | 0.4 |
| 1959-60   | 24   | Minneapolis | NBA  | 9  |     | 157  | 23  | 55  |    |     | 5  | 10  |       |        | 47  | 8    |     |     |     | 31  | 51  | .418 |     | .500 | 17.4 | 5.7 | 5.2 | 0.9 |
| 1960-61   | 25   | L.A. Lakers | NBA  | 12 |     | 183  | 16  | 47  |    |     | 14 | 18  |       |        | 60  | 9    |     |     |     | 37  | 46  | .340 |     | .778 | 15.3 | 3.8 | 5.0 | 0.8 |
| 1961-62   | 26   | L.A. Lakers | NBA  | 11 |     | 327  | 30  | 90  |    |     | 22 | 26  |       |        | 102 | 21   |     |     |     | 50  | 82  | .333 |     | .846 | 29.7 | 7.5 | 9.3 | 1.9 |
| 1962-63   | 27   | L.A. Lakers | NBA  | 13 |     | 199  | 16  | 47  |    |     | 10 | 15  |       |        | 40  | 4    |     |     |     | 49  | 42  | .340 |     | .667 | 15.3 | 3.2 | 3.1 | 0.3 |
| 1963-64   | 28   | L.A. Lakers | NBA  | 4  |     | 50   | 6   | 9   |    |     | 2  | 4   |       |        | 22  | 6    |     |     |     | 8   | 14  | .667 |     | .500 | 12.5 | 3.5 | 5.5 | 1.5 |
| Total     |      |             | NBA  | 62 |     | 1129 | 127 | 351 |    |     | 75 | 96  |       |        | 348 | 53   |     |     |     | 211 | 329 | .362 |     | .781 | 18.2 | 5.3 | 5.6 | 0.9 |

## Vida posterior
Tras haber sobrevivido en 1960 a un accidente de avión con el avión de los Lakers realizando un aterrizaje de emergencia en unos campos cerca de Carroll, Iowa, Krebs encontraría la muerte un año después del retiro en su residencia de Woodland Hills, California, donde vivía con su mujer y sus hijos. Tratando de ayudar al vecino en la retirada de una rama de un árbol, que había caído al techo de su casa durante una tempestad, ésta le golpeó bruscamente en la cabeza, causándole la muerte.
Krebs fue incluido a título póstumo en el Salón de la Fama de Texas en 1976, y su camiseta con el número 32 sería retirada por su universidad en 2002.